# Mince pie

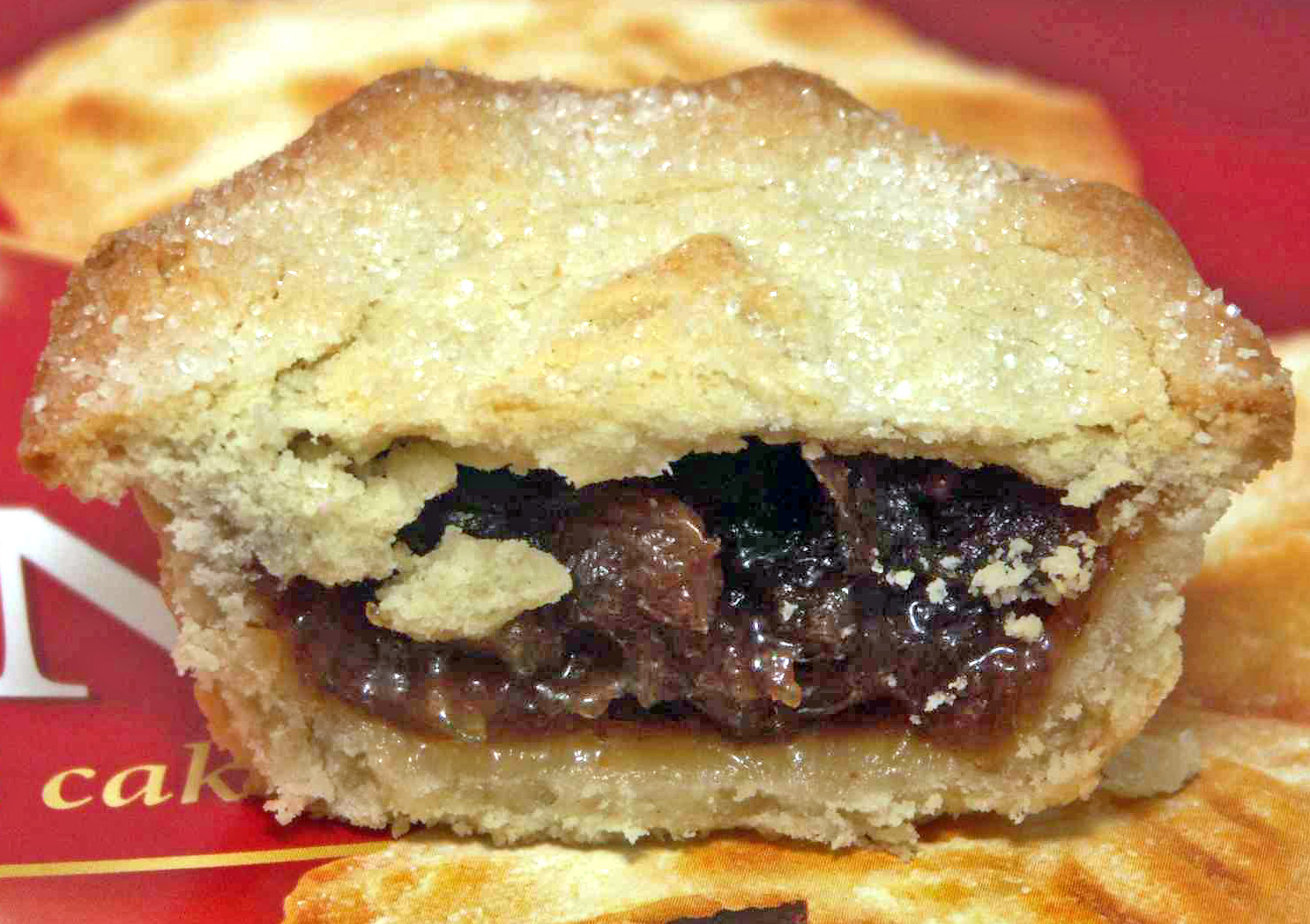
Un mince pie individual.

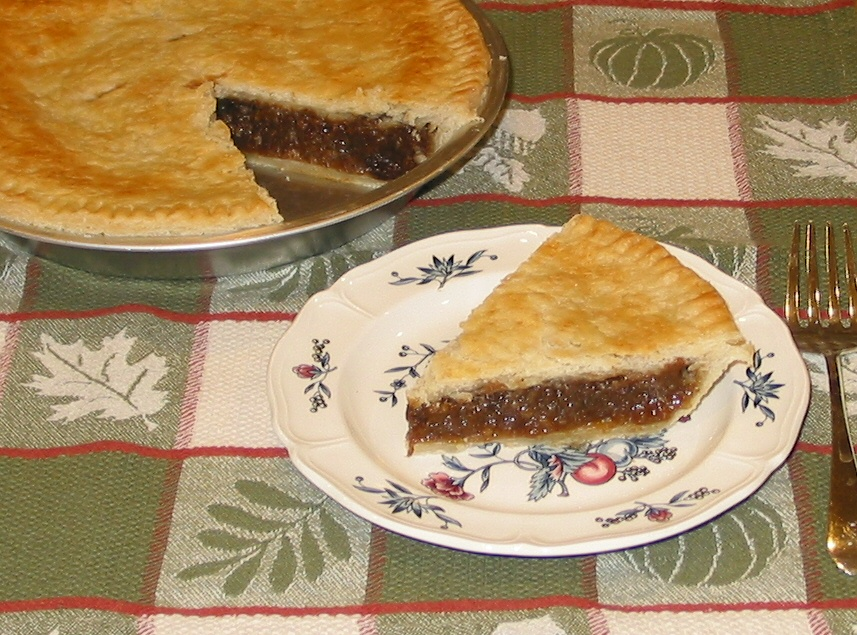
Un mince pie estadounidense.

Un mince pie (‘pastel de carne picada’; a veces también minced, minced meat o mincemeat pie) o pastel de picadillo de fruta, es un pastel dulce festivo del Reino Unido, consumido tradicionalmente en la época de Navidad y Año Nuevo. Los mince pies suelen tener una cubierta de masa, pero existen también versiones sin ella, conocidas como mince tarts (‘tartaleta de picadillo’). Los mince pies se rellenan con mincemeat (originalmente carne picada y sazonada), una conserva hecha típicamente con manzana, fruta seca como pasas y sultanas, especias y sebo o manteca vegetal. Los mince pies modernos no suelen contener carne, pero como el sebo es manteca cruda de ternera u oveja, las versiones que lo contienen no son aptas para vegetarianos. Los mince pies individuales suelen tener 6-7.5 cm de diámetro, aunque también se elaborar piezas mayores, que deben cortarse en porciones para servirlas.
En algunos países, el término mince pie alude exclusivamente a los pasteles hechos de carne picada (minced meat), por lo que los elaborados con fruta se llaman Christmas mince pies (‘pasteles de picadillo navideños’).

## Historia

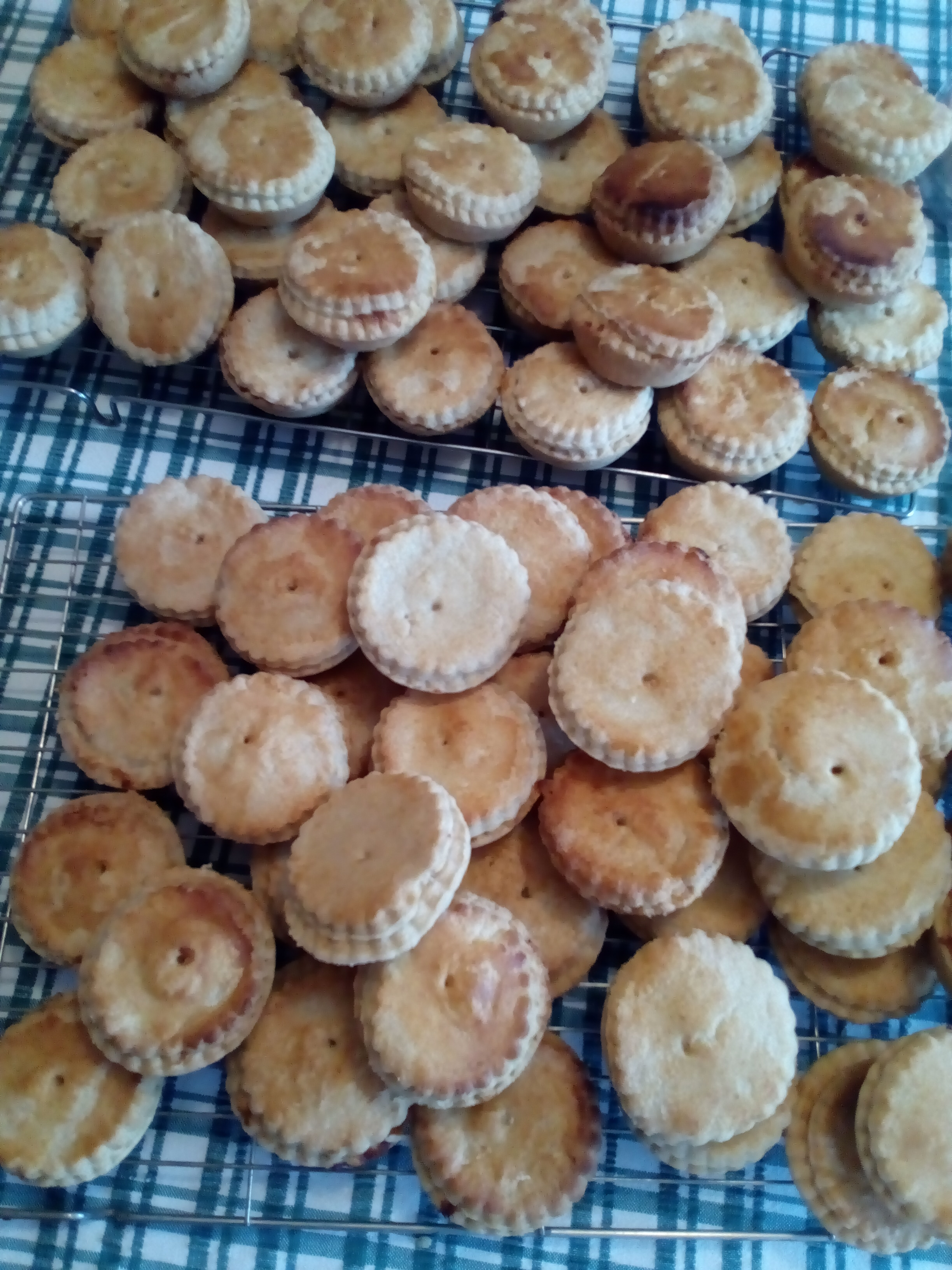

El mince pie procede de la Edad Media, y originalmente contenía especias y fruta seca para ayudar a conservar la carne del relleno. A Enrique V de Inglaterra le fue servido un mincemeat pie con motivo de su coronación en 1413. Durante el mandato de Oliver Cromwell los mince pies fueron prohibidos junto a otras tradiciones y ceremonias cristianas. Cuando fueron reintroducidos al Reino Unido su tamaño se había reducido al actual, de forma que pudieran servirse individualmente, especialmente a los invitados. Fueron llamados wayfarer pies (‘pasteles del caminante’).

## Variantes
- La mincemeat tart (‘tartaleta’), parecida en forma y sabor, salvo por la cubierta de masa.
- Las mincemeat slices (‘trozos’), que reemplazan la cubierta de masa por una de bizcocho. Se elaboran en una lata cuadrada grande y se cortan en trozos, o bien en porciones individuales en latas de panecillos.
- La mincemeat pasty (‘empanadilla’), parecida al Cornish pasty.
- La variante glaseada, que sustituye la cubierta de masa por una cobertura fondant.